# Mouriez
Mouriez là một xã trong tỉnh Pas-de-Calais, vùng Hauts-de-France, Pháp.
Mouriez có cự ly 12 miles (19 km) về phía đông nam Montreuil-sur-Mer, trên đường D136.

## Dân số
| 1962                                                              | 1968 | 1975 | 1982 | 1990 | 1999 | 2006 |
| ----------------------------------------------------------------- | ---- | ---- | ---- | ---- | ---- | ---- |
| 350                                                               | 379  | 321  | 313  | 287  | 241  | 253  |
| Số liệu điều tra dân số tính từ năm 1962, dân số chỉ tính một lần |      |      |      |      |      |      |

## Địa điểm nổi bật
- The 17th century church of the Nativité-de-Notre-Dame.